# Еліс Морс Ерл
Еліс Морс Ерл (англ. Alice Morse Earle; нар.27 квітня 1851 — пом. 16 лютого 1911) — американська історикиня і письменниця із Вустера, штат Массачусетс .
Її батьки Едвін Морс і Еббі Мейсон Клері охрестили її Мері Еліс. 15 квітня 1874 року вона вийшла заміж за Генрі Ерла з Нью-Йорка, з яким у неї було четверо дітей, у тому числі ботанічний ілюстратор Аліса Клері Ерл Хайд. Вона змінила своє ім'я з Мері Еліс Морс на Еліс Морс Ерл. Її праці, починаючи з 1890 року, зосереджувалися на дрібних соціологічних деталях, і тому є неоціненними для сучасних соціальних істориків. Вона написала низку книг про колоніальну Америку (і особливо про регіон Нової Англії), наприклад «Curious Punishments of Minule Days».
Вона була пасажиром на борту RMS Republic, коли в густому тумані цей корабель зіткнувся з SS Florida. Під час пересадки пасажирів Аліса впала у воду. Вона ледь не потонула в 1909 році біля узбережжя Нантакета під час цієї невдалої подорожі до Єгипту настільки послабила її здоров'я, що через два роки вона померла в Гемпстеді, Лонг-Айленд.

## Часткова бібліографія
- The Sabbath in Puritan New England (1891)
- China Collecting in America (1892)
- Customs and Fashions in Old New England (1893)
- Diary of Anna Green Winslow, A Boston School Girl of 1771 (1894)
- Costume of Colonial Times (1894)
- Colonial Dames and Goodwives (1895)[4]
- Margaret Winthrop (1895)[4]
- Colonial Days in Old New York (1896)
- Curious Punishments of Bygone Days (1896)
- In Old Narragansett: Romances and Realities (1898)
- Home Life in Colonial Days (1898)[5]
- Child Life in Colonial Days (1899)[6]
- Stagecoach and Tavern Days at www.quinnipiac.edu Stagecoach and Tavern Days (1900) or at Internet Archive[7]
- Old Time Gardens (1901)
- Sun Dials and Roses of Yesterday (1902)[8]
- Two Centuries of Costume in America, 1620—1820 (2 vols., 1903)